# Gmina Martijanec
Gmina Martijanec (chorw. Općina Martijanec) – gmina w Chorwacji, w żupanii varażdińskiej. W 2011 roku liczyła  3843 mieszkańców.